# Hansjörg Eichler
Hansjörg Eichler  (* 1. April 1916 in Ravensburg; † 22. Juni 1992 in Berlin) war ein deutscher Botaniker, der hauptsächlich in Australien tätig war. Sein botanisches Autorenkürzel lautet „H.Eichler“.

## Leben
Hansjörg Eichler war der Sohn des Architekten Gustav Eichler und der Porträt- und Landschaftsmalerin Anna Eichler geb. Sellin. Er besuchte die Schule in Ravensburg und einer seiner Lehrer war Karl Bertsch, einer der führenden Botaniker Württembergs. Dieser förderte seine botanischen Interessen und
nahm ihn auch auf seine privaten Exkursionen mit.
Im Jahr 1936 zog seine Familie nach Berlin. Er arbeitete ehrenamtlich am Botanischen Museum in Berlin-Dahlem und schrieb sich dann an der Universität Berlin mit der Hauptstudienrichtung Botanik und Chemie ein.
Sein Wunsch, hauptamtlicher Mitarbeiter am Museum in Dahlem zu werden, wurde durch den Bombenangriff am 1. März 1943 zerschlagen, als das Museum in Trümmer gelegt wurde.
Nach dem Krieg setzte er 1946–1949 seine Studien in Halle-Wittenberg fort. Er promovierte dort 1950 mit der Dissertation Floristische und phytozönologische Untersuchungen des Hakels und seiner nächsten Umgebung. 1953 heiratete er Marie-Luise Möhring, die ihn auch bei seiner wissenschaftlichen und beruflichen Tätigkeit unterstützte.
Im Jahr 1953 ging er nach Parma, später ans Rijksmuseum in Leiden, um dort über sein Spezialgebiet, die Hahnenfußgewächse (Ranunculaceae) zu forschen. 1955 erhielt er die Stelle eines Leiters des Staatlichen Herbariums in Adelaide, Südaustralien. Von hier aus war er tätig, um die botanische Forschung in Australien und auch die Erhaltung der Natur dort voranzutreiben. Im Jahr 1973 wechselte er von Adelaide nach Canberra und begründete auch die Zeitschrift Brunonia. Er war auch ein Experte für Nomenklatur und Taxonomie und war hier auch international tätig. Ein weiteres Spezialgebiet war die Gattung Hydrocotyle (Araliaceae). Eines seiner Ziele war eine Flora für Australien, für die er sich stark einsetzte und mit der auch 1990 begonnen wurde. Den weiteren Fortgang des Werkes hat er nicht mehr erlebt, da er während eines Europaaufenthaltes in Berlin plötzlich verstarb.

## Ehrungen
Für die Verdienste, die er sich um den Erhalt des Herbariums Berlin-Dahlem erworben hatte, wurde er 1979 mit den Willdenow-Preis ausgezeichnet.
Nach ihm benannt sind mehrere Pflanzenarten, darunter:
- Chionogentias eichleri L.G.Adams (Gentianaceae)
- Picris eichleri Lack & S.Holzapfel (Asteraceae)
- Ptilotus eichlerianus Benl (Amaranthaceae)
- Ranunculus eichlerianus Briggs (Ranunculaceae).

Auch eine Pflanzengattung Eichlerago Carrick aus der Familie der Lippenblütler (Lamiaceae) erhielt seinen Namen.

## Werke (Auswahl)
- Revision der Ranunculaceen Malesiens.  Bibliotheca Botanica, Band 124,  1.110, Taf. 1–6, 1958
- Supplement to J.M.Black’s Flora of South Australia (ed. 2, 1943-1957). 385 S., Adelaide, 1965.
- Nomenclatural and bibliographical survey of Hydrocotyle L. (Apiaceae).  Feddes Repert. 98, 1-51, 145-196, 273-350, 1987.